# Murree (Schiff)
Die Murree war ein 1981 gebautes Motorfrachtschiff, das 1989 im Ärmelkanal sank. Der Name Murree verbindet das Schiff mit der gleichnamigen pakistanischen Kleinstadt und Bergstation.

## Geschichte
Die Murree war eines von drei Schiffen des SD-18-Typs, einer Weiterentwicklung des Liberty-Ersatzschiffstyps SD-14.
Das Schiff wurde in der Werft Austin & Pickersgill in Southwick am Wear gebaut und fuhr ausschließlich für die Pakistan National Shipping Corporation.

## Untergang
Am 28. Oktober 1989 sank das Schiff in einem schweren Sturm der Stärke 10 auf der Beaufortskala 22 Seemeilen südöstlich von Start Point. Die Besatzung konnte durch eine Such- und Rettungsaktion von RAF-Helikoptern gerettet werden. Filmmaterial der Rettung wurde in der BBC-Serie 999 gezeigt. Im Jahr 2013 behandelte der Journalist John Sergeant das Thema in einer Dokumentation über den Westland Sea King-Helikopter.
Das Wrack der Murree wird von Wracktauchern genutzt.